# Cory Juneau
Pour les articles homonymes, voir Juneau (homonymie).
Cory Juneau est un skateur américain né le 20 juin 1999 à San Diego, en Californie. Il a remporté la médaille de bronze de l'épreuve du park aux Jeux olympiques d'été de 2020 à Tokyo.